# Luis Sierra Mediavilla
Luis Sierra (Alba de los Cardaños, 7 de desembre de 1965) és un exfutbolista i entrenador castellanolleonès, que ocupava la posició de defensa.

## Trajectòria
Va començar a destacar a les files del Cristo Olímpico, filial del Palencia CF. A la 87/88 és fitxat per l'Sporting de Gijón i eixa mateix any debuta en primera divisió, jugant 15 partits. Va romandre a l'equip asturià durant set temporades, tenint gairebé sempre una regularitat al voltant de la vintena de partits per campanya. Només la temporada 93/94 va superar la trentena de partits, 32 en concret.
L'estiu de 1994 recala al CP Mérida, de la Segona. Eixe mateix any, els extremenys hi pugen a la màxima categoria. De fet, el Mérida seria un equip ascensor en la segona meitat dels 90: en les set temporades que el defensa hi va militar, va viure dos ascensos i tres descensos. Les dues campanyes en Primera (95/96 i 97/98) van ser les millors de Luis Sierra amb l'equip, sent titular.
El 2001, després d'una temporada amb el Mérida a Segona B, retorna al Palencia, on jugaria tres temporades fins a la seua retirada el 2004. En total, acumula 221 partits a primera divisió.
Després de penjar les botes, Luis Sierra ha seguit vinculat al món del futbol com a entrenador, tot dirigint a equips modestos com l'Aguilar, de la Tercera andalusa.